# Абрагам Война
Абрагам Война (Абрам Война; пол. Abraham Woyna лит. Abraomas Vaina; 1569 — 14 квітня 1649, Вільна) — релігійний і церковний діяч Речі Посполитої, канонік віленської капітули (1599 р.), єпископ-суфраган віленський з 1611 року, титулярний єпископ метонський, єпископ жемайтський (1627—1630 рр.), єпископ віленський з 1630 року.

## Життєпис
Народився в Жемайтії. Син Симона Войни, каштеляна мстиславльського. Навчався у Віленській академії та університеті. Наукових ступенів не досяг, але був добре освічений, особливо в галузі права. За підтримки дядька єпископа Бенедикта Войни в 1599 році був прийнятий до віленської капітули каноніком. У тому ж році був висвячений на священика і продовжив навчання в Римі.
У 1630 році був переведений до Вільнюса: 13 травня 1630 року номінований на віленського єпископа, 14 травня того ж року обраний, 24 березня 1631 року призначений і 14 або 15 жовтня того ж року зійшов на престол віленського єпископа.
За його правління було завершене оновлення віленського кафедрального собору і капели Святого Казимира, в яку в 1636 році були урочисто перенесені мощі святого Казимира. На його запрошення в 1835 році у Вільнюсі облаштувалися милосердні брати Боніфратри, яким був переданий костел Святого Хреста. Єпископ передав ченцям храм, прилеглі будівлі й пожертвував тисячу золотих.